# 岡野剛
岡野 剛（おかの たけし、1967年5月9日 - ）は、日本の漫画家。男性。千葉県柏市出身。千葉県立東葛飾高等学校、早稲田大学政治経済学部卒業。

## 来歴・人物
1987年に『暴発!ゆりこ先生』でデビュー。1988年、第28回赤塚賞入選（『AT Lady!』、のむら剛名義）。活動初期は会社員との二足の草鞋で週刊連載をこなしていた。
『週刊少年ジャンプ』『Vジャンプ』など、集英社の雑誌で長く活躍している。代表作は、真倉翔と共に手がけた『地獄先生ぬ〜べ〜』シリーズで、少年誌、青年誌、幼年誌を跨って連載されていた。スピンオフとして『地獄先生ぬ〜べ〜』に登場する葉月いずなを主人公とする『霊媒師いずな』シリーズがある。
自画像は「剛」の字を図案化したもの（「岡」部分は丸い輪郭に縦線状の目と舌を出した口、「りっとう」は頭頂部のはねた髪になっている）を多用している。
児童ポルノ規制による出版社の萎縮をTwitterで明かしている。

## 作品リスト

### 連載
- AT Lady!（オートマティック・レディ）（『週刊少年ジャンプ』、全2巻）※のむら剛名義
- 地獄先生ぬ〜べ〜[2]（『週刊少年ジャンプ』、原作：真倉翔、全31巻、文庫版全20巻）
- バスマスター モトキ（原作：真倉翔）
- ツリッキーズピン太郎（『週刊少年ジャンプ』、原作：真倉翔、全3巻）
- 魔術師 2（『週刊少年ジャンプ』、監修：北見マキ、全2巻）
- 未確認少年ゲドー（『週刊少年ジャンプ』、全5巻）
- デジモンネクスト（『Vジャンプ』、原作：浜崎達也、原案：本郷あきよし、全4巻）
- 霊媒師いずなシリーズ（『オースーパージャンプ』→『スーパージャンプ』→『グランドジャンプ』→『グランドジャンプPREMIUM』、原作：真倉翔、通算全20巻）
- 特撮夢想（『宇宙船』Vol.120 - Vol.167）
- 地獄先生ぬ〜べ〜NEO（『グランドジャンプPREMIUM』→『グランドジャンプ』、原作：真倉翔、全17巻）
- 地獄先生ぬ〜べ〜S（『最強ジャンプ』、原作：真倉翔、全4巻）
- 地獄先生ぬ～べ～怪（『最強ジャンプ』、原作：真倉翔）
- 地獄先生ぬ～べ～PLUS（『少年ジャンプ+』、原作：真倉翔）

### 読み切り
- 奇跡全開!Zパワーの男たち!（『ブイジャンプ』1991年11月27日号掲載[3]、原案：武藤恵）※のむら剛名義
- SR探偵タッくん（『ジャンプノベル』Vol.4 1993年4月1日号 原作・文章：鳴海丈 挿絵・4コマ漫画：のむら剛）SRは「スキン・リーディング」とルビが振られる。
- ツバサロイド零式 （『週刊少年ジャンプ』2002年春の増刊号に掲載）※掲載当時のタイトルは「翼人機ゼロイド」
- サモンナイトエクステーゼ（2005年6月30日刊行の『ジャンプヒーローズ』に掲載）
- サモンナイトX（『Vジャンプ』2009年11月号に掲載）
- 地獄先生ぬ～べ～百物語見聞録（『最強ジャンプ』2024年9月特大号に掲載、原作：真倉翔）※ぬ～べ～怪の前日譚

このほか、1990年前後の『週刊少年ジャンプ』にて年末企画の付録のイラストを担当していた。

### テレビアニメ
- 逃走中 グレートミッション（キャラクター原案）

## 出演
- お願い!ランキングpresents 三村やす子のバズマンTV（2025年7月5日（4日深夜）、テレビ朝日）[4][5]

## アシスタント
- 浅美裕子
- 飛鷹ゆうき